# 8108 Wieland
A 8108 Wieland (ideiglenes jelöléssel 1995 BC16) a Naprendszer kisbolygóövében található aszteroida. Freimut Börngen fedezte fel 1995. január 30-án.